# Hội đồng Bộ trưởng Cuba khóa IV (1993–1998)
Hội đồng Bộ trưởng Cuba khóa IV được bầu tại phiên họp đầu tiên của Quốc hội Chính quyền Nhân dân diễn ra vào năm 1993.

## Thành viên
| Chức vụ                                                           | Chức vụ                                                                               | Lãnh đạo                     | Lãnh đạo  | Ghi chú                                                      |
| Tiếng Việt                                                        | Tiếng Tây Ban Nha                                                                     | Người đứng đầu               | Nhiệm kỳ  | Ghi chú                                                      |
| ----------------------------------------------------------------- | ------------------------------------------------------------------------------------- | ---------------------------- | --------- | ------------------------------------------------------------ |
| Chủ tịch Hội đồng Bộ trưởng                                       | Presidentes del Consejo de Ministros                                                  | Fidel Castro Ruz             | 1993-1998 | Kiêm nhiệm Bí thư thứ nhất Trung ương Đảng Cộng sản Cuba     |
| Phó Chủ tịch thứ nhất Hội đồng Bộ trưởng                          | Primer Vicepresidente de los Consejos de Ministros                                    | Raul Castro Ruz              | 1993-1998 |                                                              |
| Phó Chủ tịch Hội đồng Bộ trưởng                                   | Vicepresidente de los Consejos de Ministros                                           | José Ramón Fernández Álvarez | 1993-1998 |                                                              |
| Phó Chủ tịch Hội đồng Bộ trưởng                                   | Vicepresidente de los Consejos de Ministros                                           | Antonio Rodríguez Maurell    | 1993-1995 |                                                              |
| Phó Chủ tịch Hội đồng Bộ trưởng                                   | Vicepresidente de los Consejos de Ministros                                           | Osmany Cienfuegos Gorriarán  | 1993-1998 |                                                              |
| Phó Chủ tịch Hội đồng Bộ trưởng                                   | Vicepresidente de los Consejos de Ministros                                           | Pedro Miret Prieto           | 1993-1998 |                                                              |
| Phó Chủ tịch Hội đồng Bộ trưởng                                   | Vicepresidente de los Consejos de Ministros                                           | Adolfo Díaz Suárez           | 1993-1996 |                                                              |
| Phó Chủ tịch Hội đồng Bộ trưởng                                   | Vicepresidente de los Consejos de Ministros                                           | Lionel Soto Prieto           | 1993-1995 |                                                              |
| Phó Chủ tịch Hội đồng Bộ trưởng                                   | Vicepresidente de los Consejos de Ministros                                           | José Luis Rodríguez García   | 1993-1998 |                                                              |
| Thư ký Hội đồng Bộ trưởng và Ủy ban Điều hành                     | Secretaría del Consejo de Ministros y de su Comité Ejecutivo                          | Carlos Lage Dávila           | 1993-1998 |                                                              |
| Bộ trưởng Bộ Nông nghiệp                                          | Ministros de la Agricultura                                                           | Alfredo Jordán Morales       | 1993-1998 |                                                              |
| Bộ trưởng Bộ Đường                                                | Ministros del Azúcar                                                                  | Nelson Torres Pérez          | 1993-1997 | Bãi nhiệm do tham nhũng                                      |
| Bộ trưởng Bộ Đường                                                | Ministros del Azúcar                                                                  | Ulises Rosales del Toro      | 1997-1998 |                                                              |
| Bộ trưởng Bộ Ngoại thương                                         | Ministros de Comercio Exterior                                                        | Ricardo Cabrisas Ruiz        | 1993-1998 |                                                              |
| Bộ trưởng Bộ Xây dựng                                             | Ministros de la Construcción                                                          | Homero Crabb Valdés          | 1993-1995 |                                                              |
| Bộ trưởng Bộ Xây dựng                                             | Ministros de la Construcción                                                          | Juan Mario Junco del Pino    | 1995-1998 |                                                              |
| Bộ trưởng Bộ các Lực lượng Vũ trang Cách mạng                     | Ministros de las Fuerzas Armadas Revolucionarias                                      | Raúl Castro Ruz              | 1993-1998 | Kiêm nhiệm Phó Chủ tịch thứ nhất Hội đồng Bộ trưởng          |
| Bộ trưởng Bộ Giáo dục                                             | Ministros de Educación                                                                | Luis Ignacio Gómez Gutiérrez | 1993-1998 |                                                              |
| Bộ trưởng Bộ Nội vụ                                               | Ministros del Interior                                                                | Abelardo Colomé Ibarra       | 1993-1998 |                                                              |
| Bộ trưởng Bộ Truyền thông                                         | Ministros de Comunicaciones                                                           | Silvano Colás Sánchez        | 1993-1998 |                                                              |
| Bộ trưởng Bộ Tư pháp                                              | Ministros de Justicia                                                                 | Carlos Amat Fores            | 1993-1996 |                                                              |
| Bộ trưởng Bộ Tư pháp                                              | Ministros de Justicia                                                                 | Roberto Díaz Sotolongo       | 1996-1998 |                                                              |
| Bộ trưởng Bộ Ngoại giao                                           | Ministros de Relaciones Exteriores                                                    | Roberto Robaina González     | 1993-1998 |                                                              |
| Bộ trưởng Bộ Y tế công cộng                                       | Ministros de Salud Pública                                                            | Julio Teja Pérez             | 1993-1995 |                                                              |
| Bộ trưởng Bộ Y tế công cộng                                       | Ministros de Salud Pública                                                            | Carlos Dotres Martínez       | 1995-1998 |                                                              |
| Bộ trưởng Bộ Giao thông                                           | Ministros de Transporte                                                               | Senen Casas Regueiro         | 1993-1996 | Mất khi đang tại nhiệm                                       |
| Bộ trưởng Bộ Giao thông                                           | Ministros de Transporte                                                               | Álvaro Pérez Morales         | 1997-1998 |                                                              |
| Bộ trưởng Bộ Nội thương                                           | Ministros de Comercio Interior                                                        | Manuel Vilá Sosa             | 1993-1995 |                                                              |
| Bộ trưởng Bộ Nội thương                                           | Ministros de Comercio Interior                                                        | Bárbara Castillo Cuesta      | 1995-1998 |                                                              |
| Bộ trưởng Bộ Công nghiệp Thực phẩm                                | Ministros de la Industria Alimentaria                                                 | Alejandro Roca Iglesias      | 1993-1998 |                                                              |
| Bộ trưởng Bộ Công nghiệp Nhẹ                                      | Ministros de la Industria Ligera                                                      | Eddy Fernández Boada         | 1993-1995 |                                                              |
| Bộ trưởng Bộ Công nghiệp Nhẹ                                      | Ministros de la Industria Ligera                                                      | Jesús Pérez Otón             | 1995-1998 |                                                              |
| Bộ trưởng Bộ Công nghiệp Thủy sản                                 | Ministros de la Industria Pesquera                                                    | José Fernández Cuervo-Vinent | 1993-1995 |                                                              |
| Bộ trưởng Bộ Công nghiệp Thủy sản                                 | Ministros de la Industria Pesquera                                                    | Orlando Rodríguez Romay      | 1995-1998 |                                                              |
| Bộ trưởng Bộ Công nghiệp Kim loại                                 | Ministros de la Industria Sideromecánica                                              | Ignacio González Planas      | 1993-1994 | Bộ đổi tên thành Bộ Công nghiệp Kim loại và Điện tử          |
| Bộ trưởng Bộ Công nghiệp Kim loại và Điện tử                      | Ministros de la Industria Sideromecánica y la Electrónica                             | Ignacio González Planas      | 1994-1998 |                                                              |
| Bộ trưởng Bộ Công nghiệp Cơ bản                                   | Ministros de la Industria Básica                                                      | Marcos Portal León           | 1993-1998 |                                                              |
| Bộ trưởng Bộ Văn hóa                                              | Ministros de Cultura                                                                  | Armando Hart Dávalos         | 1993-1997 |                                                              |
| Bộ trưởng Bộ Văn hóa                                              | Ministros de Cultura                                                                  | Abel Prieto Jiménez          | 1997-1998 |                                                              |
| Bộ trưởng Bộ Giáo dục Đại học                                     | Ministros de Educación Superior                                                       | Fernándo Vecino Alegret      | 1993-1998 |                                                              |
| Bộ trưởng Bộ Công nghiệp Vật liệu Xây dựng                        | Ministros de la Industria de Materiales de Construcción                               | José Cañete Álvarez          | 1993-1998 |                                                              |
| Bộ trưởng, Thống đốc Ngân hàng Quốc gia Cuba                      | Ministro-Presidente Banco Nacional de Cuba                                            | Hector Rodríguez Llompart    | 1993-1994 | Đổi tên thành Ngân hàng Trung ương Cuba                      |
| Bộ trưởng, Thống đốc Ngân hàng Trung ương Cuba                    | Ministro-Presidente Banco Central de Cuba                                             | Hector Rodríguez Llompart    | 1994-1995 |                                                              |
| Bộ trưởng, Thống đốc Ngân hàng Trung ương Cuba                    | Ministro-Presidente Banco Central de Cuba                                             | Francisco Soberón Valdés     | 1995-1998 |                                                              |
| Chủ nhiệm Ủy ban Hợp tác Kinh tế Nhà nước                         | Presidente de la Comité Estatal de Colaboración Económica                             | Ernesto Meléndez Bach        | 1993-1994 | Ủy ban đổi tên thành Bộ Đầu tư nước ngoài và Hợp tác Kinh tế |
| Bộ trưởng Bộ Đầu tư nước ngoài và Hợp tác Kinh tế                 | Ministro de la Inversión Extranjera y la Colaboración Económica                       | Ernesto Meléndez Bach        | 1994-1996 |                                                              |
| Bộ trưởng Bộ Đầu tư nước ngoài và Hợp tác Kinh tế                 | Ministro de la Inversión Extranjera y la Colaboración Económica                       | Ibrahim Ferradaz             | 1996-1998 |                                                              |
| Chủ nhiệm Ban Kế hoạch Trung ương                                 | Presidente de la Junta Central de Planificación                                       | Antonio Rodríguez Maurell    | 1993-1994 | Ủy ban đổi tên thành Bộ Kinh tế và Kế hoạch                  |
| Bộ trưởng Bộ Kinh tế và Kế hoạch                                  | Ministro de Economía y Planificación                                                  | Antonio Rodríguez Maurell    | 1994-1995 |                                                              |
| Bộ trưởng Bộ Kinh tế và Kế hoạch                                  | Ministro de Economía y Planificación                                                  | Osvaldo Martínez             | 1995      | Từ chức vì lý do sức khỏe                                    |
| Bộ trưởng Bộ Kinh tế và Kế hoạch                                  | Ministro de Economía y Planificación                                                  | José Luis Rodríguez García   | 1995-1998 |                                                              |
| Chủ nhiệm Ủy ban Lao động và An sinh Xã hội Nhà nước              | Presidente de la Comité Estatal de Trabajo y Seguridad Social                         | Francisco Linares Calvo      | 1993-1994 | Đổi thành Bộ Lao động và An sinh Xã hội                      |
| Bộ trưởng Bộ Lao động và An sinh Xã hội                           | Ministros de Trabajo y Seguridad Social                                               | Francisco Linares Calvo      | 1994-1995 |                                                              |
| Bộ trưởng Bộ Lao động và An sinh Xã hội                           | Ministros de Trabajo y Seguridad Social                                               | Salvador Valdés Mesa         | 1995-1998 |                                                              |
| Ủy ban Tài chính Nhà nước                                         | Presidente de la Comité Estatal de Finanzas                                           | Rodrigo García León          | 1993-1994 | Ủy ban đổi tên thành Bộ Tài chính và Giá cả                  |
| Ủy ban Vật giá Nhà nước                                           | Presidente de la Comité Estatal de Precios                                            | Arturo Guzmán Pascual        | 1993-1994 | Sáp nhập với Bộ Tài chính và Giá cả                          |
| Bộ trưởng Bộ Tài chính và Giá cả                                  | Ministros de Finanzas y Precios                                                       | Rodrigo García León          | 1994-1995 |                                                              |
| Bộ trưởng Bộ Tài chính và Giá cả                                  | Ministros de Finanzas y Precios                                                       | Manuel Miyares Rodríguez     | 1995-1998 |                                                              |
| Ủy ban Cung cấp Công nghệ Vật liệu Nhà nước                       | Presidente de la Comité Estatal de Abastecimiento Técnico Material                    | Rodríguez Cardona            | 1993-1994 | Ủy ban bị bãi bỏ                                             |
| Ủy ban Thống kê Nhà nước                                          | Presidente de la Comité Estatal de Estadísticas                                       | Fidel Vascos González        | 1993-1994 | Ủy ban bị bãi bỏ                                             |
| Ủy ban Tiêu chuẩn Nhà nước                                        | Presidente de la Comité Estatal de Normalización                                      | Ramón Darias Rodes           | 1993-1994 | Ủy ban bị bãi bỏ                                             |
| Viện trưởng Viện Hàn Lâm Khoa học Cuba                            | Presidente de Academia de Ciencias de Cuba                                            | Rosa Elena Simeón Negrín     | 1993-1994 | Viện đổi thành Bộ Khoa học, Công nghệ và Môi trường          |
| Bộ trưởng Bộ Khoa học, Công nghệ và Môi trường                    | Ministros de Ciencia, Tecnología y Medio Ambiente                                     | Rosa Elena Simeón Negrín     | 1994-1998 |                                                              |
| Chủ tịch Viện Du lịch Quốc gia                                    | Presidente de Instituto Nacional de Turismo                                           | Rafael Sed Pérez             | 1993-1994 | Viện đổi thành Bộ Du lịch                                    |
| Bộ trưởng Bộ Du lịch                                              | Ministros de Turismo                                                                  | Osmany Cienfuegos Gorriarán  | 1994-1998 |                                                              |
| Chủ tịch Viện Thể thao, Thể dục và Giải trí Quốc gia              | Presidente de Instituto Nacional de Deportes, Educación Física y Recreación           | Conrado Martínez Corona      | 1993-1994 |                                                              |
| Chủ tịch Viện Thể thao, Thể dục và Giải trí Quốc gia              | Presidente de Instituto Nacional de Deportes, Educación Física y Recreación           | Reynaldo González López      | 1994-1997 |                                                              |
| Chủ tịch Viện Thể thao, Thể dục và Giải trí Quốc gia              | Presidente de Instituto Nacional de Deportes, Educación Física y Recreación           | Humberto Rodríguez González  | 1997-1998 |                                                              |
| Chủ tịch Viện Radio và Truyền hình Cuba                           | Presidente de Instituto Cubano de Radio y Televisión                                  | Enrique Román                | 1993-1998 |                                                              |
| Chủ tịch Viện các hệ thống tự động và kỹ thuật tính toán quốc gia | Presidente de Instituto Nacional de Sistemas Automatizados y Técnicas de Computación  | Samuel Savariego Capuano     | 1993-1994 | Viện bị bãi bỏ                                               |
| Chủ tịch Viện Điều tra và Định hướng nhu cầu nội bộ Cuba          | Presidente de Instituto Cubano de Investigaciones y Orientación de la Demanda Interna | khuyết                       | 1993-1994 | Sáp nhập vào Bộ Tài chính                                    |
| Chủ tịch Viện Nhà ở Quốc gia                                      | Presidente de Instituto Nacional de la Vivienda                                       | Enrique Anavitarte Losada    | 1993-1994 | Sáp nhập vào Bộ Xây dựng                                     |
| Chủ tịch Viện Kho dự trữ Quốc gia                                 | Presidente de Instituto Nacional de Reservas Estatales                                | Moisés Sio Wong              | 1993-1998 |                                                              |
| Chủ tịch Viện Hàng không Dân dụng Quốc gia                        | Presidente de Instituto de Aeronáutica Civil de Cuba                                  | Rogelio Acevedo González     | 1993-1998 |                                                              |
| Chủ tịch Viện Thủy lợi Quốc gia                                   | Presidente de Instituto Nacional de Recursos Hidráulicos                              | Jorge Luis Aspiolea Roig     | 1993-1998 |                                                              |
| Bộ trưởng Bộ không Bộ                                             | Ministros de gobierno                                                                 | José A. Naranjo Morales      | 1993-1995 |                                                              |
| Bộ trưởng Bộ không Bộ                                             | Ministros de gobierno                                                                 | Wilfredo López Rodríguez     | 1995-1998 |                                                              |